# Garnizon Stanisławów
Garnizon Stanisławów – duży garnizon wojskowy Rzeczypospolitej, garnizon wojsk austriackich, po 1945 wojsk radzieckich, a obecnie ukraińskich; artykuł zawiera kompleksy koszarowe, obiekty wojskowe, place ćwiczeń i wykazy stacjonujących w nim jednostek wojskowych w różnym przedziale czasowym.

## Garnizon austriacki

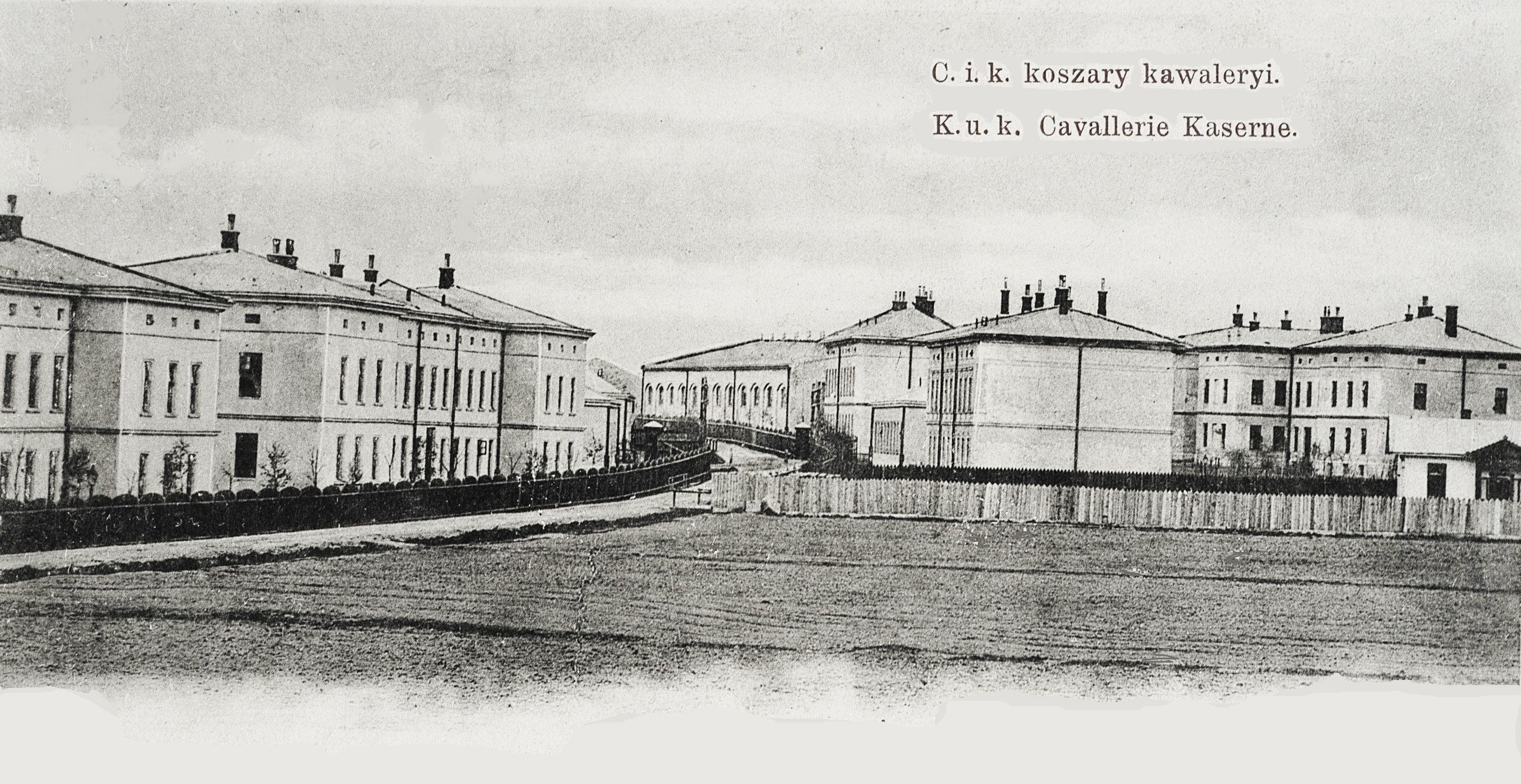
Austriackie koszary kawalerii

- 4 Galicyjski pułk ułanów
- 6 pułk huzarów
- 12 pułk huzarów
- 41 pułk piechoty

## Garnizon Wojska Polskiego II RP
Prestiż miasta w okresie II Rzeczypospolitej podnosił fakt, że było ono garnizonem wojskowym. Stacjonowały w nim między innymi:
- Sztab 11 Karpackiej Dywizji Piechoty
- 48 pułk piechoty Strzelców Kresowych[1]
- 6 Samodzielna Brygada Kawalerii
- 6 pułk Ułanów Kaniowskich
- 6 dywizjon artylerii konnej
- 11 Karpacki pułk artylerii lekkiej
- 6 szwadron pionierów
- komenda placu
- wojskowy sąd rejonowy
- wojskowe więzienie karne
- parafia wojskowa obrządku rzymskokatolickiego
- parafia wojskowa obrządku greckokatolickiego

### Obsada personalna komendy placu
Obsada personalna komendy placu w marcu 1939:
- komendant placu – kpt. adm. (piech.) Bolesław Erland
- referent mobilizacyjny i OPL – kpt. adm. (piech.) Stanisław Ciecimirski[b]